# Мордвинов, Михаил Максимович
Михаи́л Макси́мович Мордви́нов (род. 22 апреля 1977, Москва) — российский пианист.

## Биография
Родился в семье инженеров-программистов. Первые уроки музыки получил в шестилетнем возрасте, в 1984 году поступил в МССМШ имени Гнесиных («десятилетку») в класс Татьяны Абрамовны Зеликман, где проучился вплоть до окончания школы в 1994 году. После школы поступил в Российскую академию музыки имени Гнесиных в класс проф. Владимира Мануиловича Троппа. Академию с отличием окончил в 1999 году, в 2002 году окончил ассистентуру-стажировку РАМ им. Гнесиных. С 1999 по 2004 также стажировался в Высшей Школе (Университете) Музыки и Театра Ганновера у проф. Бернда Гёцке. 
Солист Московской государственной академической филармонии, преподавал фортепиано в РАМ им. Гнесиных. 
С 2010 года проживает в Германии. В настоящее время преподает в Высшей Школе Музыки имени Ханса Айслера в Берлине и ведет активную концертную деятельность.

## Творчество
В исполнительстве ориентируется на романтические традиции, восходящие к корифеям фортепиано конца XIX — начала XX века. Обширный репертуар в основном состоит из произведений венских классиков и композиторов-романтиков XIX века, включая в себя в то же время как музыку эпохи барокко, так и XX века. Значительное внимание уделяется музицированию в камерном ансамбле и новой музыке.

## Награды
В годы учёбы неоднократно поощрялся различными стипендиями, среди которых стипендия имени Скрябина, стипендия «Нового благотворительного фонда именных стипендий Мстислава Ростроповича», стипендии Президента РФ, Мэрии Москвы, Немецкой службы академических обменов (DAAD) и др. В 1996/97 учебном году был удостоен почетного звания лучшего студента года Академии им. Гнесиных.
Начавшаяся со скромных выступлений в школьных вечерах концертная деятельность постепенно достигла сравнительно крупных масштабов, чему главным образом способствовали первые премии на Международном конкурсе имени Роберта Шумана в Цвиккау (1996) и им. Франца Шуберта в Дортмунде (1997). Имеет награды на многих других конкурсах (в России, Австрии, Италии, Франции, Андорре).